# Az éjféli klub
Az éjféli klub (eredeti cím: The Midnight Club) 2022-es amerikai horrorsorozat, amelyet Mike Flanagan és Leah Fong alkotott. A főbb szerepekben Iman Benson, Igby Rigney, Ruth Codd, Annarah Cymone, Chris Sumpter látható.
Amerikában és Magyarországon 2022. október 7-én mutatta be a Netflix.
2022 decemberben egy évad után törölték a sorozatot.

## Ismertető
Sacramento, 1994: Ilonkánál pajzsmirigyrákot diagnosztizálnak néhány hónappal a 18. születésnapja előtt. Furcsa, horrorisztikus látomásokat tapasztal. Halálos betegen úgy döntött, nevelőapja aggodalmai ellenére belép a Brightcliffe Home hospice-ba. A hospice-t egy meglehetősen furcsa orvos, Dr. Georgina Stanton vezeti.
Nem sokkal megérkezése után Ilonka felfedezi, hogy a központ hét másik lakója is részt vesz az Éjféli klubban. Minden éjfélkor találkoznak a könyvtárban, hogy az intézményben érvényben lévő kijárási tilalom ellenére rémtörténeteket meséljenek egymásnak. A klubon belül ígéretet tesznek: aki először belehal a betegségébe, annak jelet kell küldenie a többieknek a túlvilágról.

## Szereplők
| Szereplők            | Színész            | Magyar hang     | Leírás |
| -------------------- | ------------------ | --------------- | --- |
| Ilonka               | Iman Benson        | Staub Viktória  | Pajzsmirigyrákos tinédzser, aki a Brightcliffe Hospice-ba jelentkezik a nem hagyományos gyógymód reményében.                                   |
| Kevin                | Igby Rigney        | Kretz Boldizsár | Az éjféli klub tagja, aki végstádiumban lévő leukémiában szenved.                                                                              |
| Anya                 | Ruth Codd          | Gubik Petra     | Ilonka ír akcentusú szobatársa és az éjféli klub tagja. Csontrák következtében amputálták a jobb alsó lábszárát, és kerekesszékkel közlekedik. |
| Sandra               | Annarah Cymone     | Rudolf Szonja   | Az éjféli klub tagja, aki végstádiumban lévő limfómában szenved és elkötelezett keresztény.                                                    |
| Spencer              | Chris Sumpter      | Baráth István   | Az éjféli klub AIDS-es tagja. |
| Cheri                | Adia               | Lamboni Anna    | Az éjféli klub tagja, akinek gazdag szülei vannak, és betegesen hazudik.                                                                       |
| Natsuki              | Aya Furukawa       | Laudon Andrea   | Az éjféli klub tagja, aki depresszióban szenved és petefészekrákja van.                                                                        |
| Amesh                | Sauriyan Sapkota   | Jéger Zsombor   | Az éjféli klub tagja, aki glioblasztómában szenved, és a Brightcliffe második újonnan érkezett tagja.                                          |
| Tim                  | Matt Biedel        | Fekete Ernő     | Ilonka nevelőapja. |
| Shasta               | Samantha Sloyan    |                 | Egy nő, aki a Brightcliffe Hospice-hoz közeli kommunában él.                                                                                   |
| Mark                 | Zach Gilford       | Mészáros Béla   | Gyakorló ápoló a Brightcliffe Hospice-ban. |
| Dr. Georgina Stanton | Heather Langenkamp | Györgyi Anna    | Rejtélyes orvos, aki a Brightcliffe Hospice-t vezeti.                                                                                          |

### Magyar változat
- Magyar szöveg: Blahut Viktor
- Hangmérnök: Nemes László
- Vágó: Kajdácsi Brigitta
- Gyártásvezető: Gelencsér Adrienne
- Szinkronrendező: Marton Bernadett

A szinkront a Mafilm Audio Kft. készítette.

## Epizódok
| Sor. | Év. | Cím                                   | Rendező                   | Író                                        | Premier          |
| ---- | --- | ------------------------------------- | ------------------------- | ------------------------------------------ | ---------------- |
| 1.   | 1.  | Az utolsó fejezet (The Final Chapter) | Mike Flanagan             | Mike Flanagan és Leah Fong                 | 2022. október 7. |
| 2.   | 2.  | A két Dana (The Two Danas)            | Mike Flanagan             | Leah Fong, Julia Bicknell és Mike Flanagan | 2022. október 7. |
| 3.   | 3.  | A gonosz szív (The Wicked Heart)      | Michael Fimognari         | Elan Gale és Mike Flanagan                 | 2022. október 7. |
| 4.   | 4.  | Adj egy csókot! (Gimme a Kiss)        | Michael Fimognari         | Jamie Flanagan és Mike Flanagan            | 2022. október 7. |
| 5.   | 5.  | Viszlát! (See You Later)              | Emmanuel Osei-Kuffour Jr. | Julia Bicknell és Mike Flanagan            | 2022. október 7. |
| 6.   | 6.  | Boszorkány (Witch)                    | Axelle Carolyn            | Chinaka Hodge és Mike Flanagan             | 2022. október 7. |
| 7.   | 7.  | Anya (Anya)                           | Axelle Carolyn            | Jamie Flanagan                             | 2022. október 7. |
| 8.   | 8.  | Út a semmibe (Road to Nowhere)        | Viet Nguyen               | Julia Bicknell és Mike Flanagan            | 2022. október 7. |
| 9.   | 9.  | Az örök ellenség (The Eternal Enemy)  | Viet Nguyen               | Elan Gale és Mike Flanagan                 | 2022. október 7. |
| 10.  | 10. | Éjfél (Midnight)                      | Morgan Beggs              | Mike Flanagan és Leah Fong                 | 2022. október 7. |

## A sorozat készítése
2020 májusában bejelentették, hogy Christopher Pike azonos című ifjúsági regényének adaptációját Mike Flanagan és Leah Fong készíti el a Netflix számára. 2020-ban az IGN-nek adott interjújában Flanagan elárulta, hogy mélyen inspirálta őt a Nickelodeon horror-antológia sorozata, a Félsz a sötétben?. A sorozat 2022 októberi megjelenésekor Flanagan megerősítette, hogy a sorozat Pike mind a "28 könyvét" is adaptálni fogja, miután a sorozatot "'Az éjféli klubnak' nevezte el - de a történetek, amelyeket a gyerekek [egymásnak] mesélnek, más Christopher Pike-könyvek lesznek", több évadot tervezve. 2022. december 1-jén Flanagan a Tumblr-jén elárulta, hogy mit terveztek a későbbi évadokra, beleértve a különböző karakterek végső sorsát és a sorozat rejtélyeire adandó válaszokat is.

### Forgatás
A forgatása 2021. március 15-én kezdődött Burnabyban, és 2021. szeptember 10-én fejeződött be.